# 泰达图书馆
泰达图书馆，全称为泰达图书馆档案馆，是中国天津市滨海新区的一家图书馆和档案馆，现为中国一级图书馆和中国一级档案馆，泰达图书馆馆址为滨海新区天津经济技术开发区宏达街21号，是中国国内第一家也是唯一一家实行图书、档案、情报一体化管理的区域性文化机构。

## 概况

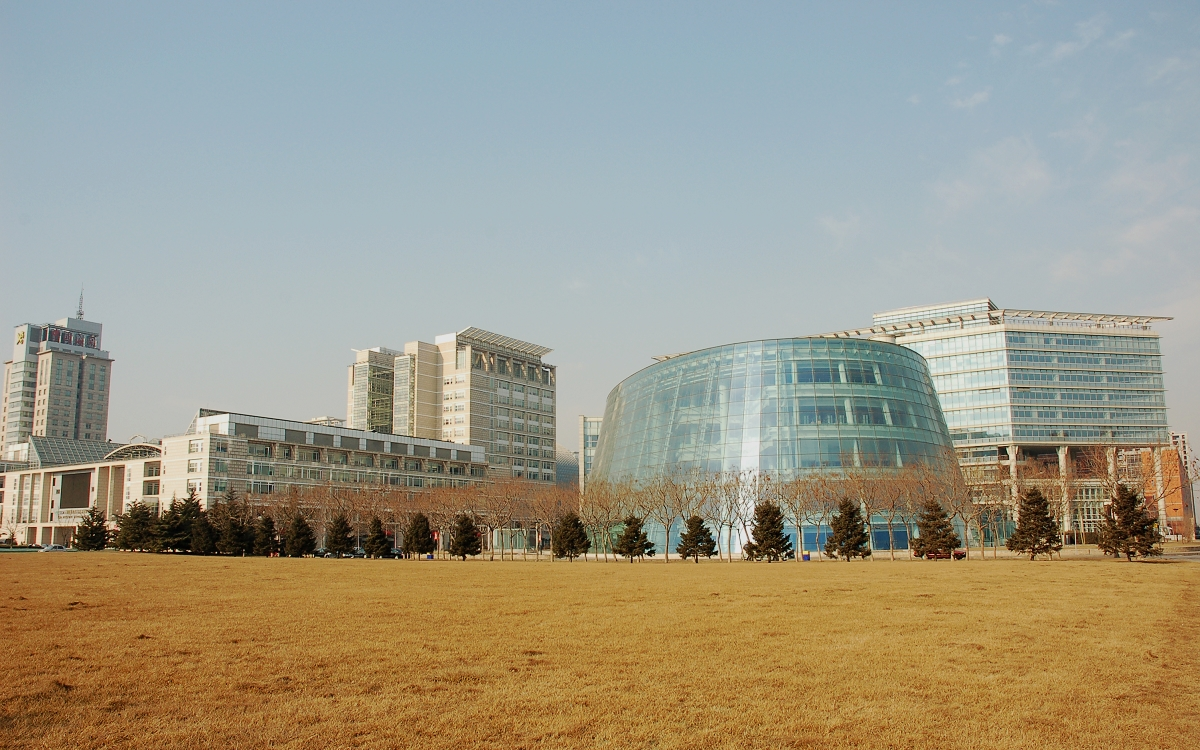
泰达图书馆外景

泰达图书馆档案馆始建于2002年1月，总投资为4.5亿元人民币。2003年12月，泰达图书馆档案馆正式开馆，该馆占地面积为1.67万平方米，总建筑面积为6.67万平方米，图书馆档案馆建筑面积为3.36万平方米，其中，档案馆的馆藏容量为100万卷，藏书容量为150万册，阅览座位有1200个。图书馆建筑设有公共文献阅览区、专业文献阅览区、儿童文献阅览区、休闲阅览区、电子阅览区、个人（集体）研究室、多媒体视听室、音乐视听室、报告厅和研讨室等，采用库阅合一的平面布局和藏、查、借、阅一体的开架服务。档案馆设有对外服务及查询阅览区、电子文件处理中心、数字化加工区、荣誉展厅、档案整理中心和面积为3600平方米的档案库房。2006年，中华人民共和国文化部评泰达图书馆档案馆为“公共文化设施管理先进单位”。2008年12月5日，泰达图书馆档案馆被中国国家档案局测评为“国家一级档案馆”，同日，中国国家图书馆在泰达图书馆档案馆设立中国国家数字图书馆泰达分馆。

## 馆藏

### 图书馆藏
泰达图书馆档案馆主要图书成份有中文图书、外文图书、中文报刊、外文报刊、电子图书和视听资料。其中，目前馆藏有约101万余册(件)图书报刊及视听资源，60.3万册纸质中文图书，6982册纸质外文图书，18466册纸质期刊合订本，17663册纸质报纸合订本，35.57万册电子图书和1.08万件视听资料。

### 数据库馆藏
泰达图书馆档案馆数据库主要包括电子期刊、电子报纸、学位论文、会议文献、科学技术信息、行业信息、法律法规文件、专利信息、分析报告、统计数据、商业信息、教育教学资源、多媒体视频等信息资源，其中数据库内藏有4千余万篇电子期刊，1千余万篇电子报纸，80余万篇学位论文，70万篇会议文献，1千余万件国内外专利信息，14余万篇法律法规文件，5千余件多媒体视频等。

### 档案馆藏
泰达图书馆档案馆目前馆藏各类档案全宗25个，42万余卷。馆藏主要档案成份有文书档案、城建档案、照片档案、实物档案和录音录象档案。其中文书档案有2643盒，1.14万余卷；照片档案有4.01万张；实物档案有1000余件；录音录像档案有540余盘。此外还有会计档案有1.65余卷；寄存档案约16.67万卷，多媒体光盘60张，图书资料2833册和城建档案约4.41万卷。

## 建筑特点
泰达图书馆档案馆一座由椭圆形的图书馆和一座箱体形的档案馆组成。其中，图书馆建筑地上为五层，地下为一层，图书馆建筑的外檐为钢化多层玻璃，建筑内部为抓拉索式钢结构。档案馆建筑的外檐为灰色天然石材和真空玻璃幕墙。2004年，该建筑获得中华人民共和国住房和城乡建设部建筑工程“鲁班奖”。

## 机构设置
- 采编部
- 读者服务部
- 信息部
- 儿童部
- 办公室
- 技术部
- 督导部
- 管理部
- 城建部
- 编研部
- 电子文件处理中心[5]

## 服务设施

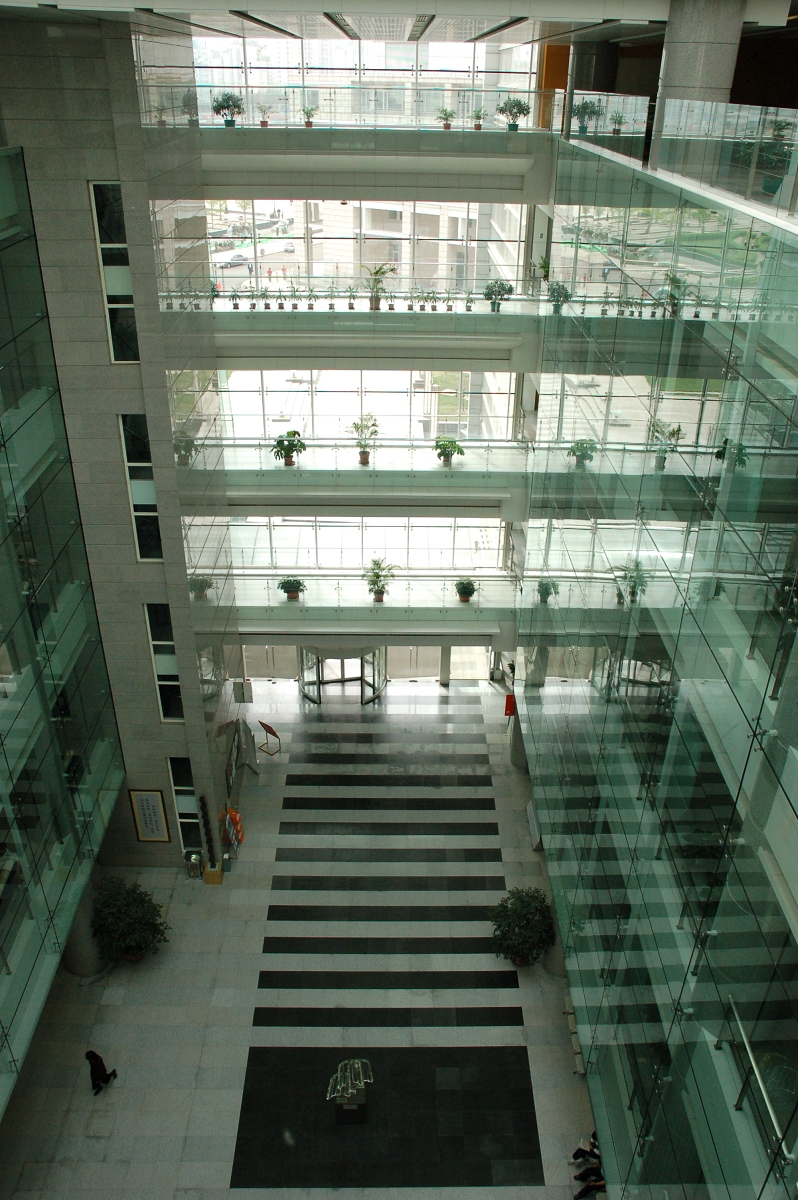
泰达图书馆内景

| 设施名称        | 地理位置                      | 主要功能及服务内容                                                                 |
| --------------- | ----------------------------- | ---------------------------------------------------------------------------------- |
| 总服务台        | 图书馆一层大厅                | 办证、咨询                                                                         |
| 触摸屏          | 图书馆各层大厅                | 图书馆动态及各项服务措施查询                                                       |
| 报刊新书阅览区  | 图书馆一层南侧                | 社科类中文期刊阅览、中外文报纸阅览、专题展览、新书展示、公共目录查询               |
| 互联网室        | 图书馆一层南侧                | 上网、数据库检索、电子书阅览、馆藏VOD视频资源点播                                  |
| 读者共享空间    | 图书馆一层南侧                | 自习区                                                                             |
| 文印室          | 图书馆一层南侧                | 打印、复印                                                                         |
| 少儿阅览区      | 图书馆一层北侧                | 少儿图书借阅、新书展示、少儿报刊阅览、电子阅览、儿童剧场、培训                     |
| 大屏幕          | 图书馆一层北侧                | 电视节目、馆藏电子资源播放，各项服务介绍                                           |
| 存包处          | 图书馆一层北侧                | 存包                                                                               |
| 中文图书借阅区  | 图书馆二层南侧 图书馆三层南侧 | 社科类中文图书借阅、中文工具书阅览、科技类期刊阅览、文艺类、科技类、综合类图书借阅 |
| 外文阅览区      | 图书馆三层北侧                | 外文图书借阅、外文期刊、工具书阅览                                                 |
| 个人/集体研究室 | 图书馆三层北侧                | 专题研究                                                                           |
| 电子检索室      | 图书馆四层北侧                | 数据库检索、电子书阅览、馆藏VOD视频资源在线点播、上网                              |
| 展厅            | 图书馆五层南侧                | 专题展览                                                                           |
| 培训教室        | 图书馆五层北侧                | 读者培训                                                                           |
| 报告厅          | 图书馆五层北侧                | 影片放映、报告演讲、会议、演出活动                                                 |
| 个人音乐视听区  | 图书馆五层北侧                | 视听资料阅览（视听设备）                                                           |
| 多媒体视听室    | 图书馆五层北侧                | 视听资料阅览（多媒体电脑）                                                         |
| 音乐沙龙        | 图书馆五层北侧                | 音乐欣赏、休闲娱乐、用户交流                                                       |
| 阅览区          | 档案馆一层                    | 城建档案阅览、咨询、接收，电子档案检索，声像档案阅览                               |
| 培训教室        | 档案馆二层                    | 用户培训                                                                           |
| 展厅            | 档案馆四层                    | 开发区历史档案展示                                                                 |

## 开放时间
- 4月至10月期间：周一：14点至22点，周二到周日：9点至22点。
- 11月至3月期间：周一：14点至21点，周二到周日：9点至21点。[7]

## 参阅
- 天津图书馆